# Sunnyside (Washington)
Sunnyside je grad u američkoj saveznoj državi Washington. Prema popisu stanovništva iz 2010. u njemu je živjelo 15.858 stanovnika.